# محمدحسین جلیلی
محمدحسین جلیلی کرکوکی زنگنه متخلص به بیدار کرمانشاهی (زاده ۱۲۹۸ – درگذشته ۳۰ آبان ۱۳۵۸)، متولد کرمانشاه، فرزند هادی جلیلی و برادر عبدالجلیل جلیلی بود. مادرش افتخارالدوله دختر حسینقلی میرزا عمده‌السلطنه پسر علیقلی میرزا صارم‌الدوله پسر امام‌قلی میرزا عمادالدوله بود.
تخلص اولیه او جلیلی بود اما از سال ۱۳۱۹ آن را به بیدار تغییر داد. وی برای ادامه تحصیلات به دارالفنون تهران رفت و بعد از شرکت در جلسات انجمن حکیم نظامی تهران با شاعرانی چون عبرت نایینی، جلال الدین همایی، تقی بینش، احمد گلچین معانی و سید کریم امیری فیروزکوهی آشنا شد. پس از پایان دارالفنون در بانک ملی کرمانشاه استخدام شد ولی بعد از مدتی به آموزش و پرورش منتقل گردید. وی پس از بازنشستگی به تهران مهاجرت کرد و در همان شهر درگذشت.

## سبک شعری
دیوان بیدار بیشتر شامل غزل و قصیده است که در آن می‌توانیم پثیروی از اندیشه یا حتی وزن و قافیه شعرای متقدم و معاصر را به وضوح ببینیم. در اشعار او ابیاتی از رهی معیری، اسماعیل نواب صفا، رودکی، فرخی و انوری تضمین می‌شود. چند مثنوی به شیوه ساقی نامه و مغنی نامه هم در این دفتر شعری دیده می‌شود. غلامرضا کیوان سمیعی دربارهٔ اقتباس او از شعر دیگران می‌نویسد: بیشتر اشعار او حتی آن‌ها که مضمونی مشابه مضامین شعرای دیگر دارند بیان کیفیت روحی و عواطف خودش هستند و می‌توان از لابلای همین اشعار حالات و خلق و خوی او را دریافت.

## آثار
غلامرضا کیوان سمیعی در مقدمه دیوان بیدار آثار تألیفی و ترجمه‌ای وی را چنین ذکر می‌کند:
1. دستور زبان فارسی برای دبیرستان‌ها
2. تاریخ ادبیات از صفویه تا مشروطه
3. ترجمه زبدة النصرة و نخبة العصرة از بنداری رازی
4. کرمانشاهان باستان (بخش دوم).[۷]